# Sally Shelton-Colby
Sally Angela Shelton-Colby (Geburtsname: Sally Angela Shelton; * 1944) ist eine ehemalige US-amerikanische Diplomatin, die unter anderem zwischen 1979 und 1981  Botschafterin der Vereinigten Staaten in Barbados war.

## Leben
Sally Shelton begann nach dem Schulbesuch mit Unterstützung durch das Fulbright-Programm ein Studium an der University of Missouri, das sie mit einem Bachelor of Arts (B.A.) beendete. Sie absolvierte einen Studienaufenthalt am Institut d’études politiques de Paris (IEP de Paris). Ein postgraduales Studium im Fach Internationale Beziehungen an der Johns Hopkins University schloss sie mit einem Master of Arts (M.A.) ab. Sie ist Mitglied der akademischen Ehrengesellschaft Phi Beta Kappa. Sie übernahm eine Professur an der Georgetown University und war zeitweilig im US-Außenministerium Stellvertretende Leiterin der Unterabteilung Interamerikanische Angelegenheiten (Deputy Assistant Secretary of State for Inter-American Affairs).
Am 17. Mai 1979 wurde sie zur Botschafterin der Vereinigten Staaten in Barbados ernannt und trat dieses Amt als Nachfolgerin von Frank V. Ortiz, Jr. am 7. Juni 1979 an. Sie verblieb auf diesem Posten bis 24. Februar 1981, woraufhin Milan D. Bish ihr dortiger Nachfolger wurde. Sie war zugleich als Botschafterin in Dominica, Grenada und St. Lucia akkreditiert. Danach war sie zeitweise stellvertretende Leiterin der Abteilung Globale Programme der Behörde für Internationale Entwicklung USAID (US Agency for International Development), Professorin an der Georgetown University sowie Leitende Wirtschaftsberaterin der Weltbank.
Sally Shelton war seit 1984 mit dem am 27. April 1996 verstorbenen William Colby verheiratet, der zwischen 1973 und 1976 Direktor der Central Intelligence Agency (CIA) war. Des Weiteren engagierte sie sich für die American Academy of Diplomacy, den Atlantic Council, den Council on Foreign Relations, das National Democratic Institute for International Affairs (NDI) und Planned Parenthood. Des Weiteren unterstützte sie die Demokratische Partei sowie die Kandidaturen von Al Gore, John Kerry, Barack Obama und Hillary Clinton.